# 開かれた音楽会
『開かれた音楽会』（ひらかれたおんがくかい、原題：열린음악회〈ヨルリヌマクェ〉）は、韓国放送公社（KBS）第1テレビで放送されている音楽番組である。
タイトルの通り、毎回、大韓民国を代表する歌手、声楽家、演奏家などの音楽家を、KBSホールに招いての公開収録によるコンサートで、毎回あるテーマに沿って、その楽曲とそれにあった演奏家の音楽を楽しむ。取り上げる音楽も、タイトル通り幅広く門戸を開放しており、韓国の伝統民族音楽・芸能、クラシックや、古くから親しまれている歌謡曲、トロット（韓国版演歌）、ポップス（K-POP）などである。KBSのアナウンサーであるイ・ヒョンジュが司会進行を務めている。
地方都市での公演をする場合もある。2015年7月にはユニバーシアード光州大会の開催を記念して、大邱市内で大規模な屋外音楽会を開いた。